# Dendroid
Dendroid es un malware que afecta al sistema operativo Android y apunta a la plataforma móvil.
Fue descubierto por primera vez a principios de 2014 por Symantec y apareció en el metro a la venta por 300 dólares. Hay algunas cosas que se observaron en Dendroid, tales como ser capaz de esconderse de los emuladores en el momento. Cuando se descubrió por primera vez en 2014, fue una de las más sofisticadas herramientas de Android para la administración remota conocidas en ese momento. Fue una de las primeras aplicaciones de Troya para superar el Bouncer de Google y causó que los investigadores advirtieran sobre la posibilidad de crear malware para Android debido a ello. También parece tener un seguimiento de los pasos de Zeus y SpyEye, por tener paneles de mando y control fáciles de usar. El código parecía estar filtrado en algún lugar alrededor de 2014. Se observó que se incluyó un aglutinante de apk en la fuga, que proporcionó una manera sencilla de unir Dendroid a aplicaciones legítimas.
Es capaz de:
- Eliminar registros de llamadas
- Apertura de páginas web
- Marcar cualquier número
- Grabar llamadas
- Interceptación de SMS
- Carga de imágenes y de vídeo
- Abrir una aplicación
- Realizar ataques de denegación de servicio
- Cambiar el servidor de comando y control
- Fue desarrollado por un usuario anónimo, basándose en hash del bitcoin.